# Úrbel del Castillo
Úrbel del Castillo – gmina w Hiszpanii, w prowincji Burgos, w Kastylii i León, o powierzchni 30,83 km². W 2011 roku gmina liczyła 92 mieszkańców.